# Ruginoasa (Neamț)
Ruginoasa es una comuna ubicada en el distrito de Neamț, Rumania.

## Superficie
Posee una superficie de 27,0 kilómetros cuadrados.

## Demografía
Hasta 2021 la población era de 1496 habitantes, con una densidad de población de 55,41 habitantes por kilómetro cuadrado.